# Dasyatis geijskesi
Dasyatis geijskesi är en rockeart som beskrevs av Marinus Boeseman 1948. Dasyatis geijskesi ingår i släktet Dasyatis och familjen spjutrockor. IUCN kategoriserar arten globalt som nära hotad. Inga underarter finns listade i Catalogue of Life.